# Copa Presidente FEF de 1940
La  Copa Presidente de la Federación Española de Fútbol de 1940  o también llamada como "Torneo de Consolación de Segunda División" o "Torneo de los Subcampeones" fue concebida para que la disputaran los segundos clasificados de cada uno de los cinco grupos que formaban la Segunda División en la temporada 1939/40. (Los campeones de cada grupo se clasificaban para la fase final que otorgaba el título de campeón y el derecho a ascenso directo y promoción de ascenso).
Los clubes que disputaron esta competición fueron; el Club Atlético Osasuna, el Club Deportivo Malacitano, el Sabadell, el Recreativo Granada y la Ferroviaria, representando a las federaciones de Cataluña, Andalucía, Centro y Navarra. La competición se jugó en forma de liguilla con segunda vuelta, con un total de 20 partidos disputados (8 por cada equipo), siendo el vencedor del torneo el CD Malacitano.

## Equipos participantes
Club Atlético Osasuna. 2º clasificado del grupo II en Segunda División de España 1939/40.
 C.D. Sabadell, actual Centre d'Esports Sabadell. 2º clasificado en el grupo III en Segunda División de España 1939/40.
 Agrupación Deportiva Ferroviaria. 2º clasificado en el grupo IV en Segunda División de España 1939/40.
 Recreativo de Granada, actual Granada CF. 2º clasificado en el grupo V en Segunda División de España 1939/40.
 Club Deportivo Malacitano, actual Málaga CF. 3.er clasificado en el grupo V en Segunda División de España 1939/40 *.
- * El Racing de Ferrol, segundo clasificado en el grupo I, no participó en la competición, cediendo su puesto al tercer mejor equipo clasificado de los cinco grupos.

## Clasificación final
| Clasificación | Equipo             | J | G | E | P | puntos  |
| ------------- | ------------------ | - | - | - | - | ------- |
| Campeón       | CD Malacitano      | 8 | 6 | 2 | 0 | 14 ptos |
| Subcampeón    | Atlético Osasuna   | 8 | 5 | 1 | 1 | 13 ptos |
| Tercero       | CD Sabadell        | 8 | 2 | 2 | 4 | 6 ptos  |
| Cuarto        | AD Ferroviaria     | 8 | 2 | 0 | 6 | 4 ptos  |
| Quinto        | Recreativo Granada | 8 | 1 | 1 | 6 | 3 ptos  |